# Adoni-Besek
Adoni-Besek ist im Buch der Richter im Alten Testament ein kanaanäischer König. Er wird in Ri 1,5–7  erwähnt.

## Etymologie
Der hebräische Personenname אֲדֹנִי־בֶזֶק ’ǎdonî væṣæq, deutsch ‚Adoni-Besek‘ ist in dieser Schreibweise eine Genitivverbindung, bestehend aus zwei Substantiven, die durch das zweite Substantiv (ein Eigenname) determiniert ist. אֲדֹן ’ǎdon ist „Herr“ und hier theophores Element, daher bedeutet Adoni-Besek „Herr von Besek“. „Besek“ ist ein Ortsname, der neben Ri 1,4  auch noch in 1 Sam 11,8  vorkommt. Dieser Name lässt sich von der Wurzel בצק bṣq ableiten und mit dem aramäischen Wort biṣqā „Stein / Brocken / Scherbe“ in Verbindung bringen. Ein Zusammenhang mit בָּזָק bāṣāq „Blitz“ besteht wohl nicht. Es wäre grammatikalisch auch möglich, den Namen als Satznamen aufzufassen, sodass sich die Übersetzung „Herr ist Besek“ ergäbe, es ist aber keine Gottheit mit diesem Namen bekannt.
Jedoch nehmen Martin Noth und Hans Rechenmacher an dieser Stelle einen Textfehler an, vermuten als ursprüngliche Lesart *אֲדֹנִי־צֶדֶק *’ǎdonî ṣædæq „*Adoni-Zedek“ und identifizieren diese Person mit dem in Jos 10,1 .3  genannten Adoni-Zedek. Sie folgen darin der Septuaginta, die beide Personen gleich wiedergibt, allerdings mit Αδωνιβεζεκ Adonibesek. Folgt man dieser Annahme, handelt es sich um einen Nominalsatznamen, bestehend aus Subjekt und Prädikat mit אֲדֹן ’ǎdon „Herr“ als Subjekt (und theophorem Element) und צֶדֶק ṣædæq „Gerechtigkeit“ als Prädikat. Daher bedeutet der Name „Herr ist Gerechtigkeit“. Allerdings ist Zedek auch ein Eigenname einer Gottheit, was die Bedeutung „(der) Herr ist (der Gott) Zedek“ möglich macht.
Weitere Personennamen, die Gerechtigkeit als Prädikat haben, sind Melchisedek (מַלְכִּי־צֶדֶק malkî ṣædæq „(der) König ist Gerechtigkeit“) und Zidkija (צִדְקִיָּהוּ ṣidqîjāhû „JHWH ist Gerechtigkeit“).
Die Vulgata gibt den Namen als Adonibezec wieder.

## Biblischer Bericht

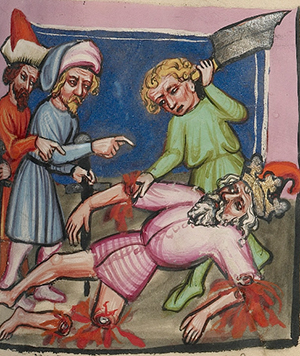
Künstlerische Darstellung der Verstümmelung des Adoni-Besek, um 1400; mittelalterliche Buchillustration, J. Paul Getty Museum (Ms. 33, fol. 124)

Im Zuge der Landnahme zogen nach dem Tod Josuas die Stämme Juda und Simeon gegen die Kanaaniter und die Perisiter in den Krieg. Es gelang den Angreifern, ein Heer von zehntausend Mann, bei Besek zu besiegen. Adoni-Besek war an dem Kampf beteiligt. 

„Adoni-Besek floh, aber sie verfolgten ihn, ergriffen ihn und hackten ihm die Daumen und die großen Zehen ab. Da sagte Adoni-Besek: „Siebzig Könige mit abgehackten Daumen und abgehackten großen Zehen haben unter meinem Tisch die Reste aufgelesen. Wie ich gehandelt habe, so hat mir Gott vergolten.“ Man brachte ihn nach Jerusalem und dort starb er.“